# Taggsmörblomma
Taggsmörblomma (Ranunculus muricatus) är en ranunkelväxtart som beskrevs av Carl von Linné. Taggsmörblomma ingår i släktet ranunkler, och familjen ranunkelväxter. Inga underarter finns listade i Catalogue of Life.
Blomman är gul.